# Hemma (singel)
"Hemma" är en singel med musik från musikalen Kristina från Duvemåla.

## Låtlista
1. "A Sunday in battery Park"
2. "Hemma"